# Filip Dereta
Filip Dereta (* 26. August 2006) ist ein kroatischer Sprinter, der sich auf den 400-Meter-Lauf spezialisiert hat.

## Sportliche Laufbahn
Erste Erfahrungen bei internationalen Meisterschaften sammelte Filip Dereta im Jahr 2025, als er bei den U20-Balkan-Hallenmeisterschaften in Sofia in 49,06 s den achten Platz im 400-Meter-Lauf belegte.
2025 wurde Dereta kroatischer Hallenmeister in der 4-mal-200-Meter-Staffel.

## Persönliche Bestleistungen
- 200 Meter: 21,59 s (0,0 m/s), 19. Mai 2024 in Karlovac
- 400 Meter: 48,25 s, 27. Juli 2024 in Varaždin
  - 400 Meter (Halle): 48,81 s, 11. Januar 2025 in Zagreb